# Kołobrzeg (gmina)
Kołobrzeg est une gmina rurale du powiat de Kołobrzeg, Poméranie occidentale, dans le nord-ouest de la Pologne. Son siège est la ville de Kołobrzeg, bien qu'elle ne fasse pas partie du territoire de la gmina.
La gmina couvre une superficie de 144,75 km2 pour une population de 10 708 habitants en 2016.

## Géographie
La gmina inclut les villages de Bezpraw, Błotnica, Bogucino, Bogusławiec, Budzimskie, Budzistowo, Drzonowo, Dźwirzyno, Głąb, Głowaczewo, Grzybowo, Kądzielno, Karcino, Kopydłówko, Korzyścienko, Korzystno, Niekanin, Nowogardek, Nowy Borek, Obroty, Przećmino, Przylaski, Rogozina, Samowo, Sarbia, Sieradowo, Sobiemierz, Stary Borek, Stramnica, Świerszczewo, Wólka et Zieleniewo.
La gmina borde la ville de Kołobrzeg et les gminy de Dygowo, Gościno, Siemyśl, Trzebiatów et Ustronie Morskie.